# Rahel Zellweger
Rahel Zellweger (* 4. Juli 1993) ist eine ehemalige Schweizer Unihockeyspielerin. Sie spielte für den UHC Waldkirch-St. Gallen und den UHC Dietlikon.

## Karriere
Zellweger begann ihre Karriere beim UHC Neckertal. Später wechselte sie in den Nachwuchs des UHC Waldkirch-St. Gallen. Dort durchlief sie einen Grossteil aller Grossfeldjuniorenmannschaften. 2009 debütierte sie in der ersten Mannschaft des UHC Waldkirch-St. Gallen in der Nationalliga A.
2013 wechselte sie von der Nationalliga B zum Nationalliga-A-Verein UHC Dietlikon. 2013 traf sie im Cup mit Dietlikon auf den UHC Waldkirch-St. Gallen, bei welchem ihre Schwester Selina Zellweger spielte. Dietlikon setzte sich am Ende klar durch. Mit Dietlikon bestritt sie drei Cupfinals, welche sie mit der Mannschaft des UHC Dietlikon allesamt gewinnen konnte. 2017 beendete sie ihre Karriere.

## Erfolge
- Schweizer Cup: 2015, 2016, 2017
- Schweizer Meister: 2017

## Trivia
Ihre Schwester Selina Zellweger ist eine ehemalige Unihockeyspielerin. Sie spielte beim UHC Waldkirch-St. Gallen. Ihr Bruder Andrin Zellweger spielt für chur unihockey. Ihr zweiter Bruder spielt für den UHC Waldkirch-St. Gallen.